# Bluefields
Cet article possède un paronyme, voir Bluefield.
Bluefields est une ville nicaraguayenne, capitale de la région autonome de la Côte caraïbe sud. Elle est peuplée de 45 931 habitants.

## Géographie
La ville est située dans une baie d'une dizaine de kilomètres de large à laquelle elle a donné son nom, à quelques kilomètres au sud de l'embouchure du fleuve Escondido.

## Histoire
La ville fut à l'origine un repaire de pirates. C'était la capitale de la Côte des Mosquitos, royaume indépendant allié à l'Angleterre, situé sur la côte atlantique du Nicaragua.
C'est donc le lieu de mélange de la culture espagnole, venant de l'Ouest du pays, avec la culture créole de la région, anglophone.
En 1988, elle est très largement détruite par l'ouragan Joan. Un pont aérien est alors mis en place par les autorités cubaines pour venir en aide aux 25 000 sinistrés.

## Transports
Elle a la particularité de ne pas être accessible par route (si ce n'est une route en terre, impraticable une bonne partie de l'année). On s'y rend donc par avion depuis la capitale Managua, ou en bateau.
Elle possède un aéroport (code AITA : BEF).

## Énergie
Elle a été raccordée au réseau électrique national en 2001.
C'est là qu'est implantée l'ONG américano-française blueEnergy.

## Nature
La réserve naturelle Cerro Silva est située dans la municipalité de Bluefields.

## Personnalités
- Miss Lizzie Nelson (1922-2021), professeure de danse créole afro-nicaraguayenne, est née et morte à Bluefields.